# Szíria a 2011-es úszó-világbajnokságon
Szíria a 2011-es úszó-világbajnokságon négy úszóval vett részt.

## Hosszútávúszás
Férfi
| Versenyző     | Esemény                             | Döntő     | Döntő    |
| Versenyző     | Esemény                             | Idő       | Helyezés |
| ------------- | ----------------------------------- | --------- | -------- |
| Saleh Mohamed | Férfi 10 kilométeres hosszútávúszás | 1:55:47.6 | 29       |

## Úszás
Férfi
| Versenyző      | Esemény                         | Selejtező | Selejtező | Elődöntő          | Elődöntő          | Döntő             | Döntő             |
| Versenyző      | Esemény                         | Idő       | Helyezés  | Idő               | Helyezés          | Idő               | Helyezés          |
| -------------- | ------------------------------- | --------- | --------- | ----------------- | ----------------- | ----------------- | ----------------- |
| Azad Al-Barazi | Férfi 100 méteres mellúszás     | 1:04.23   | 60        | Nem jutott tovább | Nem jutott tovább | Nem jutott tovább | Nem jutott tovább |
| Azad Al-Barazi | Férfi 200 méteres mellúszás     | 2:19.71   | 42        | Nem jutott tovább | Nem jutott tovább | Nem jutott tovább | Nem jutott tovább |
| Rami Anis      | Férfi 50 méteres pillangóúszás  | 26.22     | 41        | Nem jutott tovább | Nem jutott tovább | Nem jutott tovább | Nem jutott tovább |
| Rami Anis      | Férfi 100 méteres pillangóúszás | 56.47     | 46        | Nem jutott tovább | Nem jutott tovább | Nem jutott tovább | Nem jutott tovább |

Női
| Versenyző   | Esemény                    | Selejtező | Selejtező | Elődöntő          | Elődöntő          | Döntő             | Döntő             |
| Versenyző   | Esemény                    | Idő       | Helyezés  | Idő               | Helyezés          | Idő               | Helyezés          |
| ----------- | -------------------------- | --------- | --------- | ----------------- | ----------------- | ----------------- | ----------------- |
| Bayan Jumah | Női 100 méteres gyorsúszás | 59.22     | 47        | Nem jutott tovább | Nem jutott tovább | Nem jutott tovább | Nem jutott tovább |
| Bayan Jumah | Női 200 méteres gyorsúszás | 2:09.08   | 41        | Nem jutott tovább | Nem jutott tovább | Nem jutott tovább | Nem jutott tovább |